# 下野新聞模擬テスト
下野新聞模擬テスト（しもつけしんぶんもぎてすと）は、下野新聞社が行っている中学生を対象にした栃木県立高等学校一般入試対策の5教科記述式の模擬試験である。別名「下野模試」と呼ばれる。

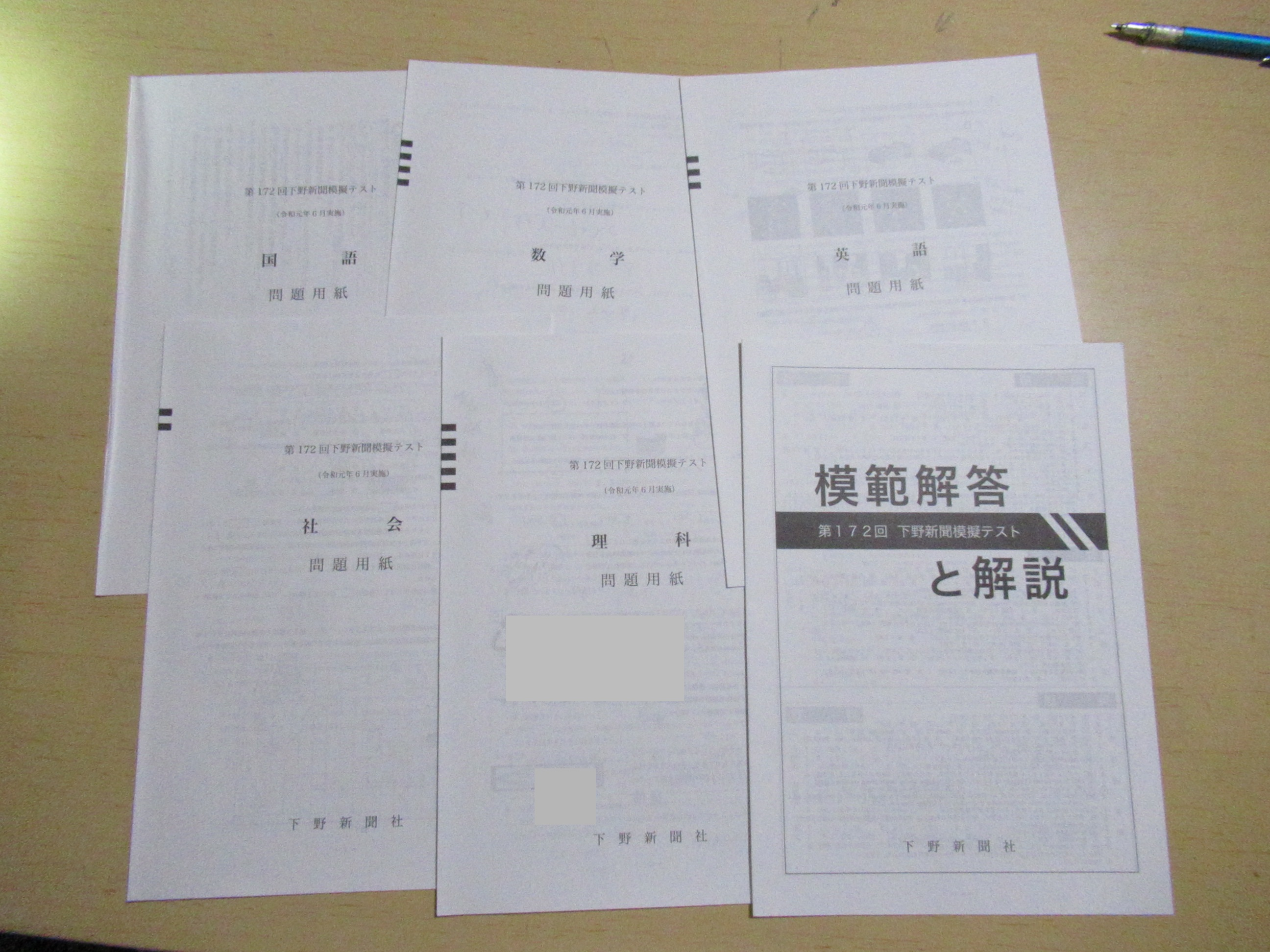
下野新聞模擬テストの問題用紙・解答解説集

## 概要
中学生を対象に実施され、1年生は3月、2年生は8月と3月、3年生は6月と8月、10月、11月、12月、1月に受験することができる。会場は中央会場として指定される私立大学や私立高等学校の校舎3〜5ヶ所に加え、協力関係にある学習塾がある。出題形式は栃木県立高校一般入試に準じたものとなっており、受験時点での進行度を考慮した問題が出題される。

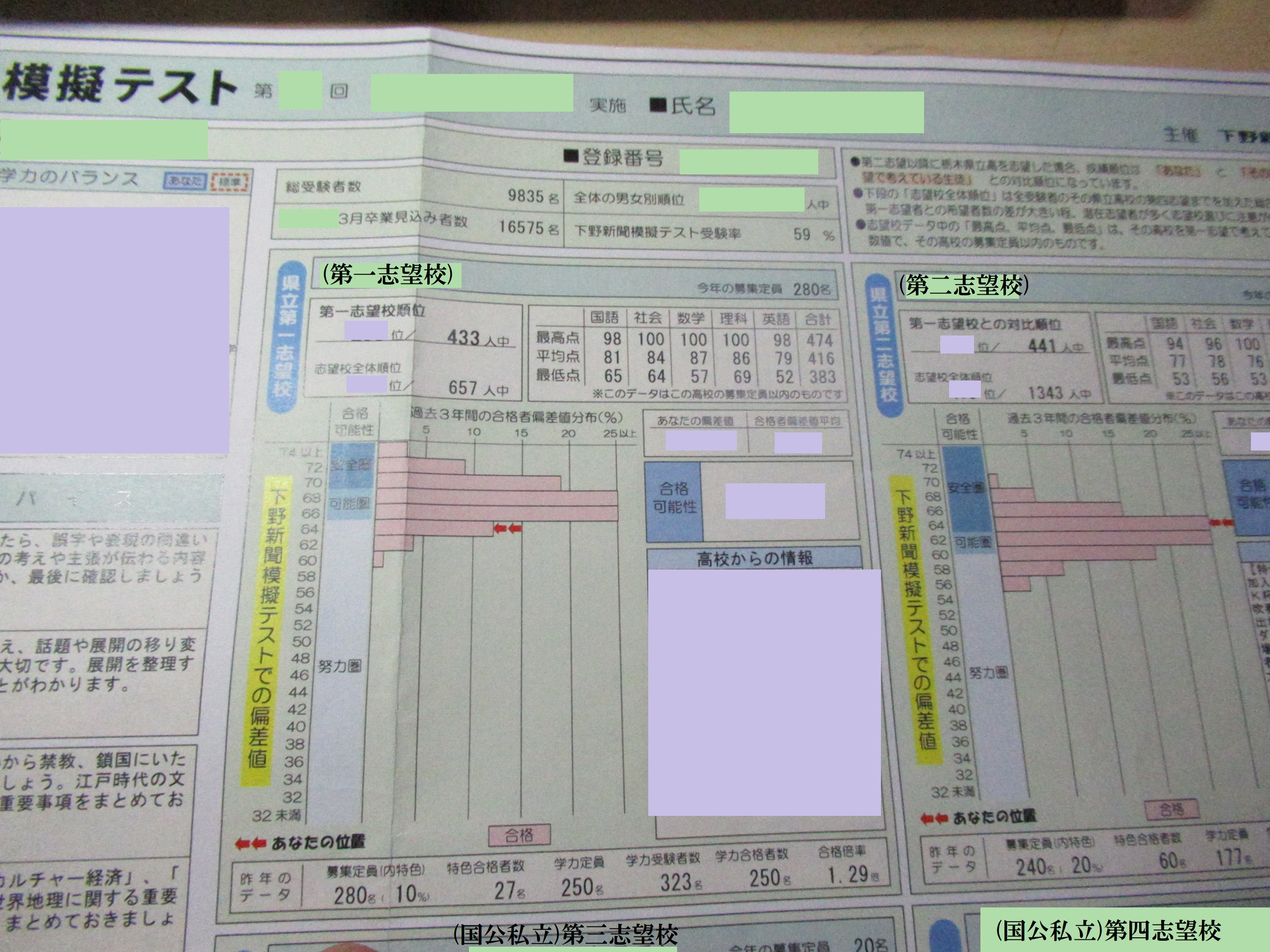
下野新聞模擬テスト個人成績表

採点後、順位や選択した高等学校の合格可能性などの情報と共に成績が返却される。合格可能性は、受験したときの偏差値をもとに「安全圏」「可能圏」「努力圏」の三段階で評価される。
志望校は、県立高校の第一志望校と第二志望校のほかに、県立・私立・国立(小山高専)のいずれかを第三、第四志望校とすることができる。
2018年12月の中学3年生向けの回では約1万2千人が受験した。当時の栃木県内の中学3年生は18,121人であり、そのうち6割超が受験していることになる。

## 歴史
1957年に第1回が実施された。1993年度までは栃木新聞主催の「栃木模擬テスト」も存在したが、1994年3月で新聞休刊・その後倒産したため終了。1997年度に栃木放送が「栃木放送もぎテスト」をスタートさせたが翌1998年度を最後に行われていない。